# Rosario Livatino
Rosario Livatino (Canicattì, 3 octobre 1952 - 21 septembre 1990) est un magistrat italien et militant catholique, engagé notamment dans la lutte contre la mafia. 
Assassiné par le groupe Stidda, le pape Jean-Paul II l'a défini comme un « martyr de la justice et indirectement de la foi ». Il est vénéré comme bienheureux par l'Église catholique.

## Biographie
Rosario Angelo Livatino naît à  Canicattì le 3 octobre 1952. Issu d'un milieu catholique, il participe depuis son enfance à l'Action catholique et s'engage dans sa paroisse. Motivé par sa foi, il se passionne pour la justice et s'oriente vers des études de droit.
En 1975, il est licencié de jurisprudence auprès de l'université de Palerme. 
Rosario Livatino intègre le tribunal de Caltanissetta en 1978. De 1979 à 1988, il occupe la fonction de substitut du procureur au tribunal d'Agrigente. 
Quant à sa vie privée, Rosario Livatino est resté célibataire ne voulant pas faire courir de risques à une épouse ou à des enfants. Il assiste chaque jour à la messe, fait une visite au tabernacle chaque matin, et s'engage dans sa paroisse. A 35 ans, après un cheminement spirituel, il reçoit la confirmation.
En 1989, il devient l'un des trois juges de la section pénale du tribunal d'Agrigente. Il lutte contre la mafia, en ordonnant de nombreuses poursuites judiciaires contre des membres présumés de Cosa Nostra. Malgré les menaces pour sa vie, il poursuit sa lutte. Il finit toujours ses lettres en signant : 'S.T.D' (Sous la Tutelle de Dieu).
Alors qu'il est sur le point d'assigner à résidence et de mettre sous surveillance rapprochée plusieurs membres de grandes familles mafieuses, et qu'il ne bénéficie ni de véhicule blindé ni d'escorte armée, il est assassiné le 21 septembre 1990. Peu avant 9 heures du matin, plusieurs hommes de main de la mafia l'attendent sur la route 640 qu'il emprunte chaque jour en quittant l'église San Giuseppe pour se rendre au tribunal d'Agrigente. Blessé par une première salve, il tente de s'enfuir et est abattu de deux balles dans la tête. Il est le huitième juge assassiné en Sicile depuis 1971. 
Au cours de son procès, les motifs retenus pour son assassinat furent que les mafieux n'étaient pas parvenus à corrompre ce juge, surnommé le 'petit saint' par le parrain Giuseppe Di Caro.

## Vénération

### Reconnaissance du martyre et béatification
Sa maison puis sa tombe deviennent un point de rendez-vous pour les proches, des connaissances et de plus en plus de personnes cherchant à témoigner d'une résistance à la mafia. Plusieurs ouvrages lui sont consacrés, tantôt à visée hagiographique, tantôt plus laïc et politique. 
Le pape Jean-Paul II le considère comme un « martyr de la justice et indirectement de la foi », lors de son voyage apostolique en Sicile le 9 mai 1993. Peu après, l'évêque d'Agrigente ouvre l’instruction de la cause super martirium et lance une enquête préliminaire pour recueillir des témoignages sur la piété de Rosario Livatino.  
Le 11 mai 2011, la Congrégation pour les causes des saints autorise le diocèse d'Agrigente à ouvrir la cause en béatification et canonisation de Rosario Livatino. Au terme de l'enquête canonique, c'est le 21 décembre 2020 que le pape François reconnaît le martyre de Rosario Livatino, et signe le décret de sa béatification.
Rosario Livatino est solennellement proclamé bienheureux au cours d'une messe célébrée à Agrigente le 9 mai 2021. La cérémonie est présidée par le cardinal Marcello Semeraro et l'archevêque de la ville, le cardinal Francesco Montenegro . 